# Calathea crocata
Calathea crocata  es una especie fanerógama de la familia Marantaceae, nativa de  Brasil.   

## Taxonomía
Calathea crocata fue descrita por E.Morren & Joriss. y publicado en Ann. Bot. Hort. 25: 141. 1875.
Sinonimia
- Phyllodes crocata (E.Morren & Joriss.) Kuntze[2][3]